# Linum erigeroides
Linum erigeroides là một loài thực vật có hoa trong họ Linaceae. Loài này được A. St.-Hil. mô tả khoa học đầu tiên năm 1825.